# Arsace IV
Arsace (... – 168 a.C.), chiamato nella storiografia moderna Arsace IV, è stato un sovrano partico, regnante dal 170 a.C. alla sua morte.

## Biografia
Arsace IV era nipote del sovrano partico Arsace II, a cui era però succeduto Friapazio, parente di una linea collaterale della dinastia: ciò era avvenuto in quanto il figlio di Arsace non era ancora di maggiore età. L'esistenza di questo sovrano è rimasta a lungo sconosciuta per un'omissione da parte dello storico Marco Giuniano Giustino, ma è stata ricostruita grazie a evidenze archeologiche e alla cronologia fornita invece da Paolo Orosio.
Il regno di Arsace IV iniziò nel 170 a.C., alla morte di Friapazio, e si concluse dopo due anni, nel 168 a.C.. Non avendo avuto figli, fu succeduto dal figlio maggiore del suo predecessore, Fraate I.